# 罗塔坪乡
罗塔坪乡，是中华人民共和国湖南省张家界市永定区下辖的一个乡镇级行政单位。

## 行政区划
罗塔坪乡下辖以下地区：
罗塔坪村、青岩村、太坪村、宏岗村、四关峪村、盐井村、黄土界村、一碗水村、燕子湾村、水田坪村、岩老村和槟榔坪村。